# 洪冠镇
洪冠镇，是中华人民共和国广东省茂名市信宜市下辖的一个乡镇级行政单位。

## 行政区划
洪冠镇下辖以下地区：
大樟村、蓝村、云丽村、锦衣村、洪胜村、洪冠村、洪上村、中燕村、翻稿村、翻南村、扶曹村、楼垌村、垌头村和垌美村。